# لیگ فوتبال استان سیستان و بلوچستان

## حضور در جام حذفی
لیگ استان سیستان و بلوچستان بالاترین سطح فوتبال در استان سیستان و بلوچستان می باشد که در پنجمین سطح از فوتبال ایران و بعد از لیگ دسته سوم فوتبال ایران قرار دارد. قهرمان این جام به مسابقات کشوری لیگ دسته سوم فوتبال ایران راه می‌یابد و جواز حضور در جام حذفی را کسب می‌کند. 
این مسابقات بخشی از برنامه ویژه آسیا است.

## نحوه برگزاری
مسابقات در یک مرحله و بین ۸ تیم برگزار می‌شود. قهرمان لیگ به لیگ دسته سوم فوتبال ایران صعود می‌کنداین مسابقات هر سال توسط هیئت فوتبال استان سیستان و ‌بلوچستان  برگزار می‌شود.

## فصل ۹۷–۱۳۹۸
تیم‌های حاضر
- ایرانشهر
- پرسپولیس زاهدان
- خاش
- سقف سازان زابل
- شاهین زاهدان
- شهرداری چابهار
- مقاومت ایرانشهر
- نیروگاه
- هیئت سراوان

## داوران هیئت فوتبال استان سیستان وبلوچستان حاضر در لیگ های کشور
.فرزین تمیزی (داور درجه ملی ، داور لیگ یک فوتبال کشور)

.محمد رسول ذورقی (کمک داور درجه ملی استان )
.میلاد مستان (داور درجه ملی استان و داور لیگ برتر فوتسال کشور)
.مرتضی وزیری تبریزی (داور درجه ملی استان داور لیگ برتر فوتسال کشور-اولین و تنها داور استان که سابقه قضاوت در فینال جام حذفی بزرگسالان کشور را داشته است.)
.نذیر احمد حسین زهی(کمک داور درجه ملی استان و کمک داور لیگ یک فوتبال کشور)